# 元罗侯
元罗侯（？—？），河南郡洛阳县（今河南省洛阳市东）人，魏道武帝拓跋珪的后裔，南平安王拓跋霄之子，北魏宗室、官员。

## 生平
元罗侯在北魏迁都洛阳时，因为自己祖先的坟墓在北方，于是定居在燕州的昌平郡。元罗侯资产丰富，仅仅以称心如意为志，不进入京城。有宾客来往时，元罗侯必定厚加接待赠礼丰厚，雄踞于北方，很有声望。元罗侯的侄子元乂当权时，元罗侯特别不乐意外任做官，元乂就任命元罗侯为昌平郡太守。正光末年，叛贼大俄佛保攻克昌平郡，元罗侯遇害被杀。

## 家庭

### 兄弟姐妹
- 元纂，北魏安北将军、平州刺史、南平王
- 元继，第二子，过继给江阳王拓跋根，北魏太师、司州牧、江阳武烈王
- 元倪，员外散骑侍郎
- 元安平
- 元宣
- 元长生，北魏通直散骑常侍

### 子女
- 元景遵，北魏直寝、太常丞